# Roullours
Roullours és un municipi francès situat al departament de Calvados i a la regió de Normandia. L'any 2007 tenia 849 habitants.

## Demografia

### Població
El 2007 la població de fet de Roullours era de 849 persones. Hi havia 305 famílies de les quals 44 eren unipersonals (28 homes vivint sols i 16 dones vivint soles), 111 parelles sense fills, 130 parelles amb fills i 20 famílies monoparentals amb fills.
La població ha evolucionat segons el següent gràfic:
Habitants censats

### Habitatges
El 2007 hi havia 342 habitatges, 314 eren l'habitatge principal de la família, 13 eren segones residències i 15 estaven desocupats. 337 eren cases i 5 eren apartaments. Dels 314 habitatges principals, 257 estaven ocupats pels seus propietaris, 54 estaven llogats i ocupats pels llogaters i 3 estaven cedits a títol gratuït; 3 tenien una cambra, 10 en tenien dues, 33 en tenien tres, 80 en tenien quatre i 189 en tenien cinc o més. 267 habitatges disposaven pel capbaix d'una plaça de pàrquing. A 104 habitatges hi havia un automòbil i a 200 n'hi havia dos o més.

### Piràmide de població
La piràmide de població per edats i sexe el 2009 era:
| Homes | Edats   | Dones |
| ----- | ------- | ----- |
| 0     | 95 o +  | 0     |
| 0     | 90 a 94 | 0     |
| 0     | 85 a 89 | 8     |
| 4     | 80 a 84 | 4     |
| 20    | 75 a 79 | 12    |
| 12    | 70 a 74 | 16    |
| 8     | 65 a 69 | 8     |
| 20    | 60 a 64 | 20    |
| 24    | 55 a 59 | 20    |
| 16    | 50 a 54 | 32    |
| 24    | 45 a 49 | 20    |
| 36    | 40 a 44 | 32    |
| 36    | 35 a 39 | 52    |
| 36    | 30 a 34 | 20    |
| 12    | 25 a 29 | 24    |
| 16    | 20 a 24 | 4     |
| 36    | 15 a 19 | 28    |
| 48    | 10 a 14 | 28    |
| 28    | 5 a 9   | 40    |
| 16    | 0 a 4   | 20    |

## Economia
El 2007 la població en edat de treballar era de 563 persones, 440 eren actives i 123 eren inactives. De les 440 persones actives 420 estaven ocupades (220 homes i 200 dones) i 20 estaven aturades (8 homes i 12 dones). De les 123 persones inactives 59 estaven jubilades, 45 estaven estudiant i 19 estaven classificades com a «altres inactius».

### Ingressos
El 2009 a Roullours hi havia 323 unitats fiscals que integraven 911,5 persones, la mediana anual d'ingressos fiscals per persona era de 18.057 €.

### Activitats econòmiques
Dels 27 establiments que hi havia el 2007, 1 era d'una empresa de fabricació d'altres productes industrials, 7 d'empreses de construcció, 9 d'empreses de comerç i reparació d'automòbils, 2 d'empreses d'hostatgeria i restauració, 2 d'empreses d'informació i comunicació, 1 d'una empresa financera, 1 d'una empresa immobiliària, 2 d'empreses de serveis, 1 d'una entitat de l'administració pública i 1 d'una empresa classificada com a «altres activitats de serveis».
Dels 6 establiments de servei als particulars que hi havia el 2009, 1 era un guixaire pintor, 1 lampisteria, 2 electricistes i 2 restaurants.
L'any 2000 a Roullours hi havia 35 explotacions agrícoles que ocupaven un total de 864 hectàrees.

## Equipaments sanitaris i escolars
El 2009 hi havia una escola elemental integrada dins d'un grup escolar amb les comunes properes formant una escola dispersa.

## Poblacions properes
El següent diagrama mostra les poblacions més properes.